# L'Intrigante
Pour plus de détails, voir Fiche technique et Distribution.
L'intrigante est un film français réalisé en 1939 par Émile Couzinet, sorti en 1940.

## Fiche technique
- Titre : L'Intrigante
- Titre alternatif : La Belle bordelaise
- Réalisation : Émile Couzinet
- Scénario : Émile Roussel et Max Eddy, d'après la pièce de Gaston Rullier, Trochès et Cie
- Dialogues : Gaston Rullier
- Photographie : Jimmy Berliet, Henri Barreyre et Roger Monteran
- Musique : Paul Chabot
- Montage : Henriette Wurtzer
- Décors : René Renneteau
- Son : Jacques Vareille
- Lieu de tournage : Royan[2]
- Assistant-réalisateur : Robert Mounet et Émile Roussel
- Production : Émile Couzinet, Burgus Films
- Pays :  France
- Format :  Noir et blanc - 1,37:1 - 35 mm - son mono
- Durée : 98 minutes
- Dates de sortie en France[3] : 
  - 16 février 1940 à Bordeaux
  - 29 août 1940 à Paris

## Distribution
- Germaine Aussey : Solange de La Brède
- Paul Cambo : Gustave Trochès
- Gaston Rullier : Gabriel Trochès
- Lucas Gridoux : Loiseau, le couturier
- Jeanne Fusier-Gir : Angèle
- Marjolaine : Rose Plumet
- Eugène Frouhins : Villegouge
- Annie France : Yvonne Trochès
- Charlotte Clasis : Mme Trochès
- Philippe Janvier : M. de Fronsac
- Annie Toinon : une ouvrière
- Gérard Berliet : le bébé
- Georges Cahuzac
- Maurice Laban
- José Lenars
- Sidoux